# Pearland
Pearland es una ciudad ubicada en el condado de Brazoria en el estado estadounidense de Texas. En el Censo de 2010 tenía una población de 91.252 habitantes y una densidad poblacional de 742,3 personas por km².

## Geografía

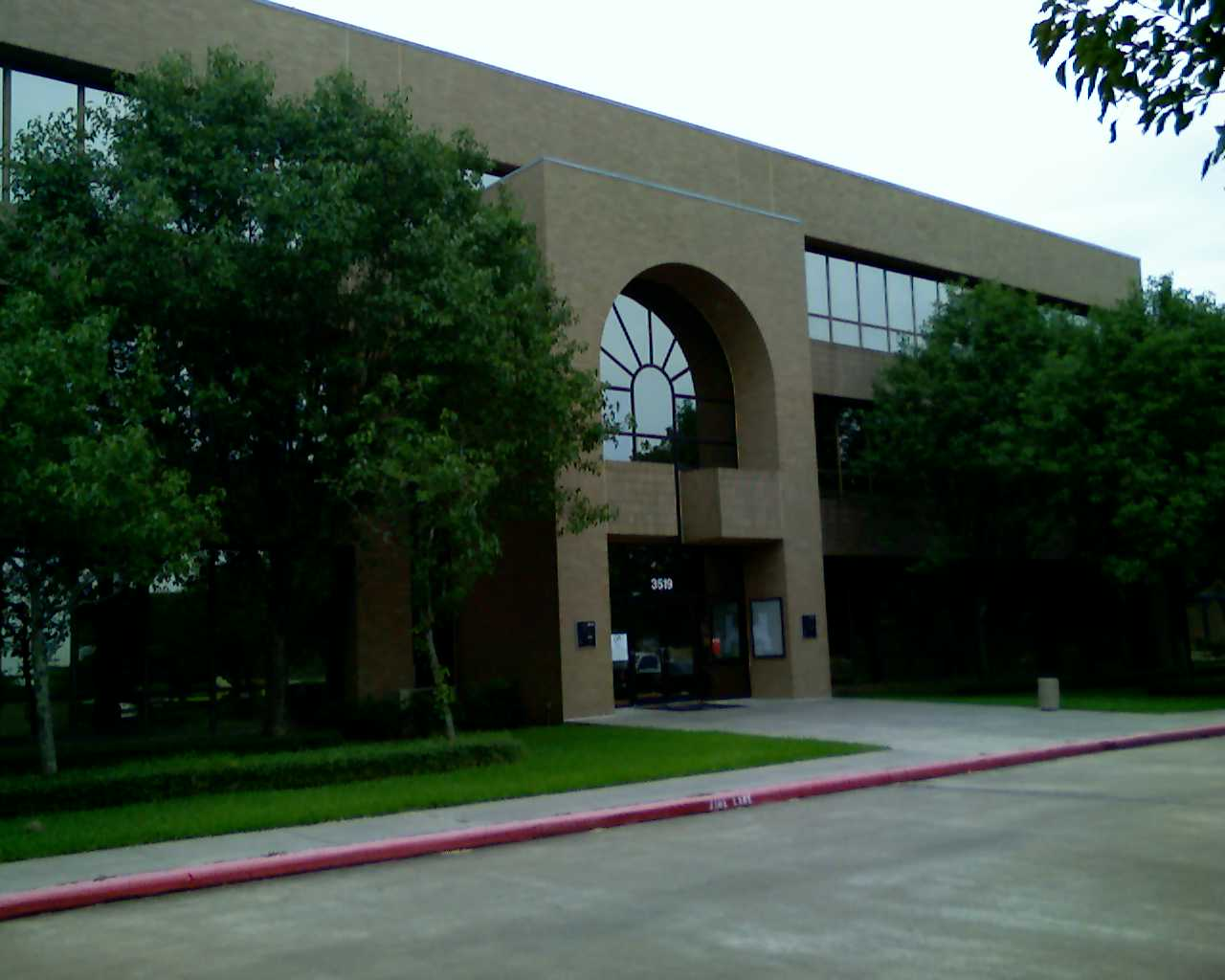
Ayuntamiento de Pearland

Pearland se encuentra ubicada en las coordenadas 29°33′21″N 95°19′23″O / 29.55583, -95.32306. Según la Oficina del Censo de los Estados Unidos, Pearland tiene una superficie total de 122.93 km², de la cual 121.77 km² corresponden a tierra firme y (0.94%) 1.16 km² es agua.

## Demografía
Según el censo de 2010, había 91.252 personas residiendo en Pearland. La densidad de población era de 742,3 hab./km². De los 91.252 habitantes, Pearland estaba compuesto por el 61.97% blancos, el 16.4% eran afroamericanos, el 0.47% eran amerindios, el 12.39% eran asiáticos, el 0.04% eran isleños del Pacífico, el 6% eran de otras razas y el 2.74% pertenecían a dos o más razas. Del total de la población el 20.49% eran hispanos o latinos de cualquier raza.

## Educación

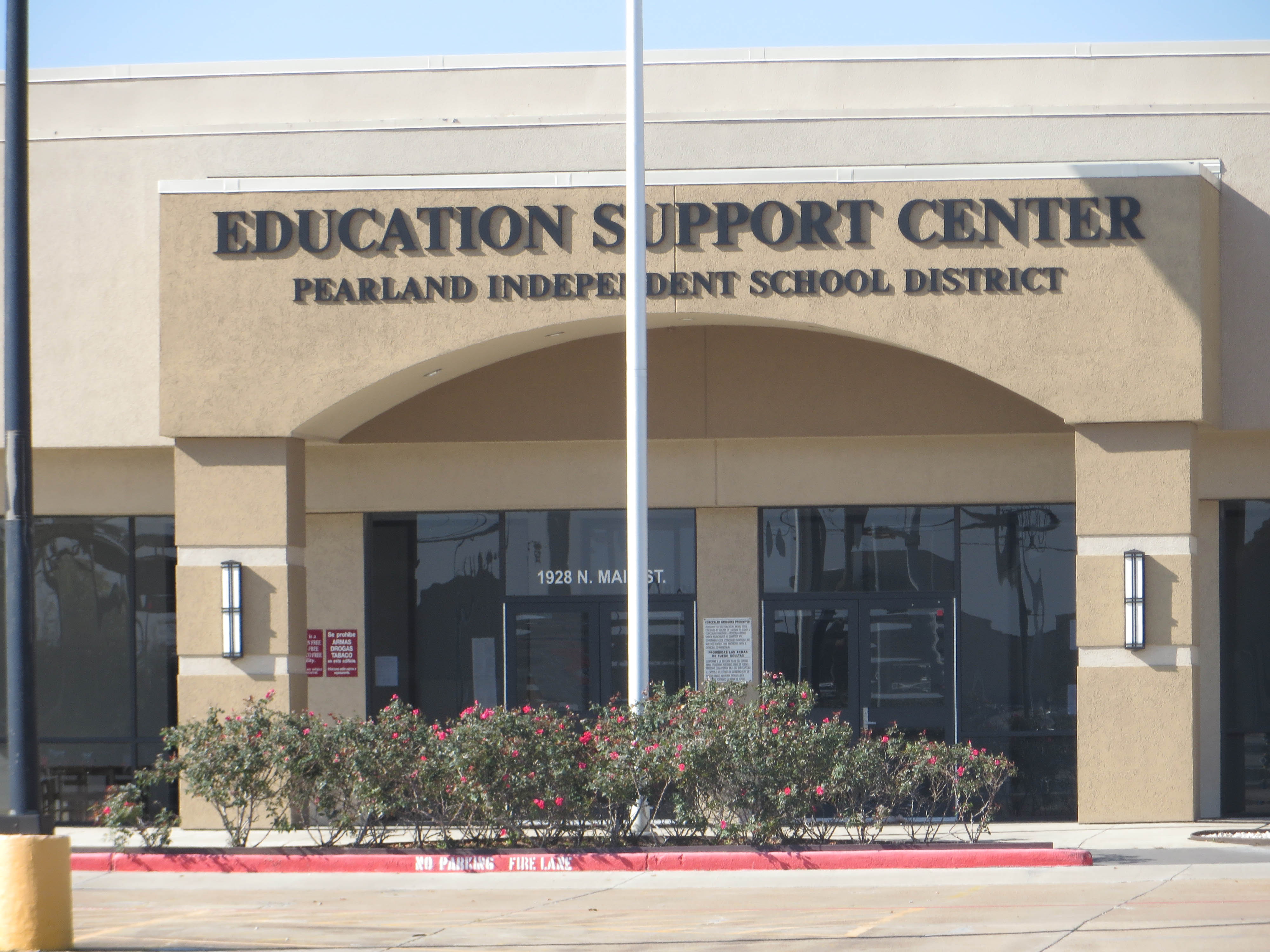
El Education Support Center (Centro de Apoyo de Educación), la sede del Distrito Escolar Independiente de Pearland

Distrito Escolar Independiente de Pearland, Distrito Escolar Independiente de Alvin, Distrito Escolar Independiente de Fort Bend, Distrito Escolar Independiente de Houston, y Distrito Escolar Independiente de Pasadena gestionan escuelas públicas.
El Brazoria County Library System ("Sistema de Bibliotecas del Condado de Brazoria", EN) gestiona bibliotecas públicas en Pearland, incluyendo la Biblioteca de Pearland Library, y la Biblioteca Pearland Westside en el Shadow Creek Ranch Town Center.

## Barrios
- Shadow Creek Ranch